# جواو موتينيو

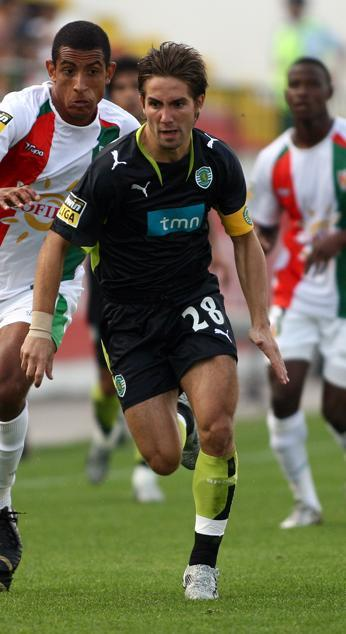
جواو موتينهو

جواو فيلبي أريا سانتوس موتينيو (بالبرتغالية: João Moutinho‏)، من مواليد 8 سبتمبر 1986 في بورتيماو في البرتغال، لاعب كرة قدم برتغالي يلعب في مركز الوسط مع نادي سبورتينغ براغا البرتغالي.
بدأ مسيرته الكروية مع نادي سبورتنغ لشبونة في عام 2005 قضى معهم خمس مواسم وحقق من خلالها كاس البرتغال مرتين وكاس السوبر مرتين .
انتقل موتينيو في 2010 لنادي بورتو وقد استطاع في أول موسم له أن يحقق الثلاثية الدوري والكأس واليوربا ليغ مع الثلاثي الذهبي راداميل فالكاو وفريدي جوارين والمدرب الشاب أندريه فيلاس بواس.
انتقل في صيف 2013 لنادي موناكو الفرنسي بصفقة قدرت ب 25 مليون دولار .
بدأ اللعب مع منتخب البرتغال لكرة القدم في 2005.

## إنجازاته
- سبورتينغ لشبونة
  - كأس البرتغال مرتين : 2007 ، 2008
  - كاس السوبر البرتغالي مرتين : 2007 ، 2008
- بورتو
  - الدوري البرتغالي ثلاث مرات : 2011 ، 2012 ، 2013
  - كاس السوبر البرتغالي: 2010 ، 2011 ، 2012
  - كاس البرتغال: 2011
  - الدوري الأوروبي :2011
  - وصافة كاس السوبر الأوروبي : 2011

## روابط خارجية
- جواو موتينيو على موقع الاتحاد الدولي (مؤرشف)  (الإنجليزية)
- جواو موتينيو على موقع الاتحاد الأوربي (الإنجليزية)
- جواو موتينيو على موقع قاعدة بيانات كرة القدم.إي يو (الإنجليزية)
- جواو موتينيو على موقع ليكيب (الفرنسية)
- جواو موتينيو على موقع ناشيونال فوتبول تيمز (الإنجليزية)
- جواو موتينيو على موقع Soccerbase.com (لاعب) (الإنجليزية)
- جواو موتينيو على موقع Soccerway.com (الإنجليزية)
- جواو موتينيو على موقع عالم كرة القدم.نت (الإنجليزية)
- جواو موتينيو على موقع AS.com (الإسبانية)